# Pietro Terracciano
Pietro Terracciano (San Felice a Cancello, 8 de marzo de 1990) es un futbolista italiano que juega de portero en el A. C. Milan de la Serie A.

## Trayectoria

### A. S. D.  Nocerina
Comenzó su carrera profesional A. S. D. Nocerina antes de pasar la temporada 2010-11 a préstamo en el Lega Pro Seconda Divisione a S. S. Milazzo. Tras comenzar su carrera profesional en los niveles inferiores del club italiano de fútbol, el portero es transferido a la Lega Pro con el equipo, Calcio Catania el 30 de junio de 2011.

### Calcio Catania
El 30 de junio de 2011 el Calcio Catania confirmó el fichaje del portero de 21 años en régimen de recién ascendido de la Serie B con el A. S. D. Nocerina. El jugador es actualmente el segundo arquero del club, por detrás del internacional argentino Mariano Andújar.

## Estadísticas

### Clubes
Actualizado al último partido disputado el 7 de noviembre de 2024.
| Calcio Catania · Italia               | 1.ª           | 2011-11       | 2   | 3   | 0  | 0  | ―  | ―  | 2   | 3   |
| U. S. Avelino · Italia                | 1.ª           | 2013-14       | 18  | 19  | 0  | 0  | ―  | ―  | 18  | 19  |
| U. S. Avelino · Italia                | Total club    | Total club    | 18  | 19  | 0  | 0  | 0  | 0  | 18  | 19  |
| Calcio Catania · Italia               | 2.ª           | 2014-15       | 6   | 7   | 2  | 2  | ―  | ―  | 8   | 9   |
| Calcio Catania · Italia               | Total club    | Total club    | 8   | 10  | 2  | 2  | 0  | 0  | 10  | 12  |
| U. S. Salernitana · Italia            | 2.ª           | 2015-16       | 33  | 47  | 1  | 2  | ―  | ―  | 34  | 49  |
| U. S. Salernitana · Italia            | 2.ª           | 2016-17       | 21  | 27  | 2  | 1  | ―  | ―  | 23  | 28  |
| U. S. Salernitana · Italia            | Total club    | Total club    | 54  | 74  | 3  | 3  | 0  | 0  | 57  | 77  |
| Empoli F. C. · Italia                 | 2.ª           | 2017-18       | 3   | 2   | 0  | 0  | ―  | ―  | 3   | 2   |
| Empoli F. C. · Italia                 | 1.ª           | 2018-19       | 8   | 10  | 1  | 3  | ―  | ―  | 9   | 13  |
| Empoli F. C. · Italia                 | Total club    | Total club    | 11  | 12  | 1  | 3  | 0  | 0  | 12  | 15  |
| ACF Fiorentina · Italia               | 1.ª           | 2018-19       | 2   | 3   | 0  | 0  | ―  | ―  | 2   | 3   |
| ACF Fiorentina · Italia               | 1.ª           | 2019-20       | 7   | 5   | 3  | 3  | ―  | ―  | 10  | 8   |
| ACF Fiorentina · Italia               | 1.ª           | 2020-21       | 4   | 4   | 3  | 3  | ―  | ―  | 7   | 7   |
| ACF Fiorentina · Italia               | 1.ª           | 2021-22       | 32  | 43  | 4  | 4  | ―  | ―  | 36  | 47  |
| ACF Fiorentina · Italia               | 1.ª           | 2022-23       | 29  | 38  | 4  | 3  | 11 | 11 | 44  | 52  |
| ACF Fiorentina · Italia               | 1.ª           | 2023-24       | 33  | 35  | 3  | 7  | 11 | 11 | 47  | 53  |
| ACF Fiorentina · Italia               | 1.ª           | 2024-25       | 3   | 3   | 0  | 0  | 3  | 4  | 6   | 7   |
| ACF Fiorentina · Italia               | Total club    | Total club    | 110 | 131 | 17 | 20 | 25 | 26 | 151 | 179 |
| Total carrera                         | Total carrera | Total carrera | 201 | 246 | 23 | 28 | 25 | 26 | 249 | 300 |
| (1) Hace referencia a goles encajados |               |               |     |     |    |    |    |    |     |     |